# Barbara Yi Chong-hui
Barbara Yi Chong-hui ou Barbara Yi Chŏng-hŭi (en coréen 이정희 바르바라) est une laïque chrétienne coréenne, née vers 1799 à Pongcheon, près de Siheong, dans la province de Gyeonggi en Corée, morte décapitée le 3 septembre 1839 à Séoul.
Reconnue martyre et béatifiée en 1925 par Pie XI, elle est solennellement canonisée à Séoul par le pape Jean-Paul II le 6 mai 1984 avec 102 autres martyrs de Corée. 
Sainte Barbara Yi Chong-hui est fêtée le 3 septembre et le 20 septembre.

## Biographie
Barbara Yi Chong-hui naît en 1799 à Pongcheon, Siheong, dans la province de Gyeonggi, en Corée,. Elle est d'une famille de martyrs : elle est la fille de Madeleine Ho Kye-im, la sœur de Madeleine Yi Yong-hui et la tante de Barbara Yi. 
Dès sa jeunesse, Barbara Yi montre la solidité de sa foi et la fermeté de sa volonté. Son père l'a fiancée à un homme non chrétien et veut la marier avec lui, mais elle refuse de l'épouser. Elle prétend avoir une maladie qui affaiblit ses jambes, et elle passe trois ans assise ou allongée sur le sol. Le fiancé finit par se lasser et épouse une autre femme. 
Barbara Yi épouse ensuite un catholique. Deux ans plus tard, son mari meurt. Elle est rentre alors dans sa famille, puis elle part à Séoul où elle habite chez sa tante, Thérèse Yi. Sa sœur, Madeleine Yi, vient la rejoindre pour habiter dans la même maison.
Elle est arrêtée en 1839, et doit alors endurer de sévères tortures, qu'elle supporte avec courage. Comme l'indique le journal gouvernemental, Barbara Yi Chong-hui est décapitée à l'extérieur de Séoul, à la Petite Porte de l'ouest le 3 septembre 1839, à 41 ans, en même temps que cinq autres catholiques.

## Canonisation
Barbara Yi Chong-hui est reconnue martyre par décret du Saint-Siège le 9 mai 1925 et ainsi proclamée vénérable. Elle est béatifiée (proclamée bienheureuse) le 5 juillet suivant par le pape Pie XI.
Elle est canonisée (proclamée sainte) par le pape Jean-Paul II le 6 mai 1984 à Séoul en même temps que 102 autres martyrs de Corée. 
Sainte Barbara Yi Chong-hui est fêtée le 3 septembre, jour anniversaire de sa mort, et le 20 septembre, qui est la date commune de célébration des martyrs de Corée.